# Sabor Hip Hop
Sabor Hip Hop é uma coletânea de rap underground lançada em 2004. Distribupida oficialmente pela Tratore, ela contém catorze faixas, descritas mais abaixo:

## Faixas
1. Intro- Léo Cunha
2. Cerimônia de Mestre- Max B.O.
3. Manual de Instrução- Sistema Medular
4. Tudo é Som- Veiga & Salazar
5. Inveja- (C.Q.C.Eu)- Projeto Manada
6. Milênio Novo- Mamelo Sound System
7. Dub-agu-io- Leó Cunha Part. Dj. P.G.
8. O Amanhecer- Elo da Corrente
9. Do Mundo pra Vida- Majinbah
10. A/C Sr. Perigo- Sem Medo
11. Flip-Flop- Fasrá
12. G.P.- Grito Periférico part. Grilo 13
13. Sabor Hip-Hop- Grilo 13
14. Inspirado na Bossa- Slim Rimografia